# Fernando Medeiros
Fernando Medeiros da Silva (São Vicente, 10 febbraio 1996) è un calciatore brasiliano, centrocampista dell'Egnatia.

## Biografia
Anche suo fratello gemello Flávio è un calciatore, che gioca nell'Al-Taawoun.

## Caratteristiche tecniche
È un centrocampista centrale.

## Carriera
Cresciuto nel settore giovanile del Santos, ha esordito in prima squadra il 6 dicembre 2015 disputando l'incontro di Série A vinto 5-1 contro l'Athl. Paranaense.

## Statistiche

### Presenze e reti nei club
Statistiche aggiornate al 7 agosto 2025.
| Stagione            | Squadra             | Campionato          | Campionato | Campionato | Coppe nazionali | Coppe nazionali | Coppe nazionali | Coppe continentali | Coppe continentali | Coppe continentali | Altre coppe | Altre coppe | Altre coppe | Totale | Totale |
| Stagione            | Squadra             | Comp                | Pres       | Reti       | Comp            | Pres            | Reti            | Comp               | Pres               | Reti               | Comp        | Pres        | Reti        | Pres   | Reti   |
| ------------------- | ------------------- | ------------------- | ---------- | ---------- | --------------- | --------------- | --------------- | ------------------ | ------------------ | ------------------ | ----------- | ----------- | ----------- | ------ | ------ |
| 2015                | Santos              | A                   | 1          | 0          | CB              | 0               | 0               | CS                 | 0                  | 0                  | -           | -           | -           | 1      | 0      |
| 2016                | Santos              | A                   | 1          | 0          | CB              | 2               | 1               | CS                 | 0                  | 0                  | -           | -           | -           | 3      | 1      |
| Totale Santos       | Totale Santos       | Totale Santos       | 2          | 0          |                 | 2               | 1               |                    | 0                  | 0                  |             | -           | -           | 4      | 1      |
| 2017                | Vila Nova           | B                   | 10         | 1          | CB              | 0               | 0               | -                  | -                  | -                  | -           | -           | -           | 10     | 1      |
| 2019-2020           | Portimonense        | PL                  | 13         | 0          | CP+CdL          | 1+1             | 0               | -                  | -                  | -                  | -           | -           | -           | 15     | 0      |
| 2020-2021           | Portimonense        | PL                  | 7          | 0          | CP+CdL          | 0+1             | 0               | -                  | -                  | -                  | -           | -           | -           | 8      | 0      |
| Totale Portimonense | Totale Portimonense | Totale Portimonense | 20         | 0          |                 | 3               | 0               |                    | -                  | -                  |             | -           | -           | 23     | 0      |
| 2021                | Confiança           | B                   | 2          | 0          | CB              | 0               | 0               | -                  | -                  | -                  | -           | -           | -           | 2      | 0      |
| 2022-2023           | Egnatia             | KS                  | 36         | 7          | CA              | 6               | 3               | -                  | -                  | -                  | -           | -           | -           | 42     | 10     |
| 2023-2024           | Egnatia             | KS                  | 35+2       | 4+0        | CA              | 6               | 2               | UECL               | 2                  | 1                  | SA          | 1           | 0           | 46     | 7      |
| 2024-gen. 2025      | Sumqayıt            | PL                  | 5          | 1          | CA              | 0               | 0               | UECL               | 2                  | 0                  | -           | -           | -           | 7      | 1      |
| gen.-giu. 2025      | Egnatia             | KS                  | 15+2       | 2+0        | CA              | 5               | 0               | UCL+UECL           | -                  | -                  | SA          | -           | -           | 22     | 2      |
| 2025-2026           | Egnatia             | KS                  | 0          | 0          | CA              | 0               | 0               | UCL+UECL           | 2+3                | 0                  | SA          | 0           | 0           | 5      | 0      |
| Totale Egnatia      | Totale Egnatia      | Totale Egnatia      | 86+4       | 13+0       |                 | 17              | 5               |                    | 7                  | 1                  |             | 1           | 0           | 115    | 19     |
| Totale carriera     | Totale carriera     | Totale carriera     | 125+4      | 15+0       |                 | 22              | 6               |                    | 9                  | 1                  |             | 1           | 0           | 161    | 22     |

## Palmarès

### Club

#### Competizioni nazionali
- Campionato albanese: 2

Egnatia: 2023-2024, 2024-2025
- Coppa d'Albania: 2

Egnatia: 2022-2023, 2023-2024